# Сілен
Сілен (грец. Σειληνός) — син Гермеса (варіант: Пана) й однієї з німф, вихователь, опікун і товариш Діоніса.

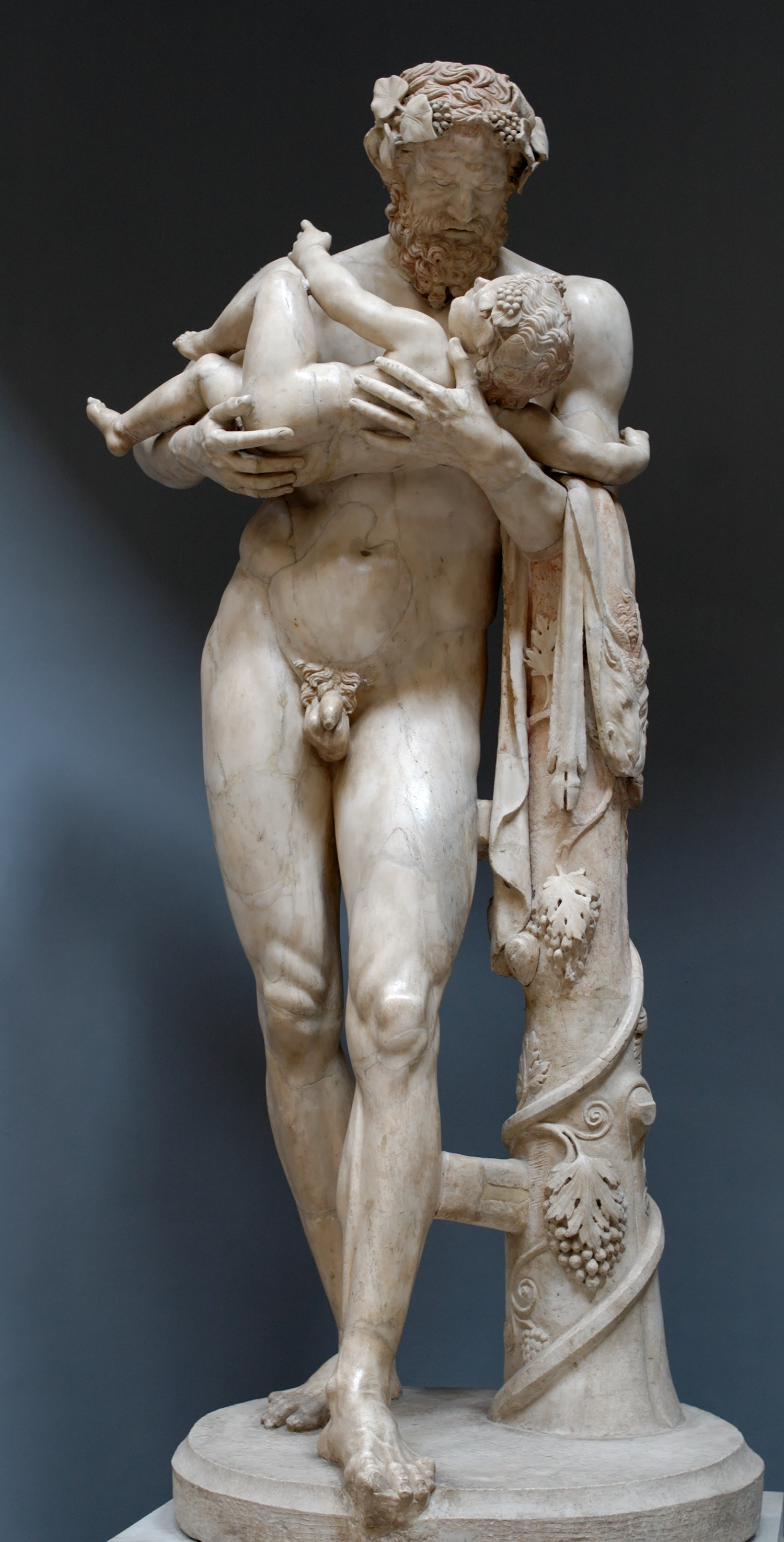
Сілен з малим Діонісом

Стародавні зображували його у вигляді постійно п'яного, веселого ’ й доброзичливого лисого дідка, товстого, як наповнений вином міх, з яким він ніколи не розлучався. Через пияцтво Сілен сам не міг ходити, його водили попід руки або возили на ослі сатири. Він неохоче відкривав людям майбутнє, для цього його потрібно було зловити хитрощами і змусити пророкувати. Якось під час відпочинку Сілен заблукав у чудовому парку і заснув серед квітів. Цей парк належав цареві Мідасу. Мідас спіймав Сілена і, змішавши воду річки з вином, напоїв його. Сілен відкрив цареві таємничі відомості про природу речей і провістив майбутнє. З вигляду Сілен був грубуватий, але розум мав живий і гострий, тому його часто запрошували на Олімп, він розважав богів дотепними анекдотами і викладами своєї філософії. Атрибутами Сілена були міх з вином, келих, вінок із плюща та виноградної лози, тирс, віслюк, шкіра пантери. Найвідоміша мармурова група в Дуврі, де зображено п'яного Сілена з малим Діонісом на руках.